# Julius Arthur Nieuwland

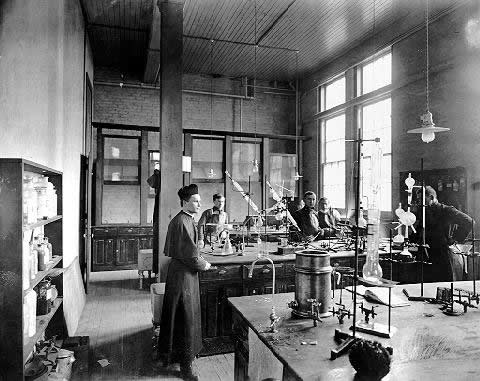
Pater Julius Nieuwland in seinem Labor

Julius Arthur Nieuwland (* 14. Februar 1878 in Hansbeke, Belgien; † 11. Juni 1936 in Washington) war ein US-amerikanischer Botaniker, Chemiker und katholischer Geistlicher.

## Biografie
Der aus Belgien stammende Nieuwland begann nach seiner Einwanderung in die USA ein Studium der Chemie und Botanik an der University of Notre Dame in South Bend (Indiana). Anschließend absolvierte er ein Studium am Priesterseminar an der Katholischen Universität von Amerika in Washington, D.C. Während seiner Promotion machte er Beobachtungen bei der Reaktion von Acetylen und Arsen(III)-chlorid, die zur Herstellung eines hochgiftigen Gases führten. Aufgrund der Gefährlichkeit setzte er diese Forschungen jedoch nicht weiter fort.
Nach Beendigung seiner Studien kehrte er 1904 an die University of Notre Dame zurück, wo er zum Professor für Botanik berufen wurde. Dort beschrieb er eine Reihe neuer Pflanzenarten (sein botanisches Autorenkürzel lautet „Nieuwl.“). Die von ihm bereits während des Studiums gemachten Beobachtungen bei der Acetylen-Arsentrichlorid-Reaktion wurden später weiter entwickelt und führten schließlich 1918 zur Entwicklung des nach dem Chemiker Winford Lee Lewis benannten Lewisit, welches von der US Army als Giftgas im Ersten Weltkrieg eingesetzt wurde.
1918 übernahm er an der Universität von Notre Dame die Professur für Organische Chemie. In den 1920er Jahren begann er als solcher mit der weiteren Erforschung der Reaktionen von Acetylen, die er ab 1925 in Zusammenarbeit mit den Chemikern des Unternehmens DuPont unter der Leitung von Wallace Hume Carothers durchführte. Diese Forschungen führten schließlich im April 1930 zur Synthese von Neopren, dem ersten kommerziell erfolgreich hergestellten synthetischen Gummi, das zunächst Dupren genannt wurde.